# Seukendorf
Seukendorf là một đô thị thuộc huyện Fürth trong bang Bayern nước Đức. Đô thị Seukendorf có diện tích 8,51 km², dân số thời điểm 31 tháng 12 năm 2006 là 3140 người.